# Serguei, o Último Psicodélico
Serguei, O Último Psicodélico é um documentário brasileiro de 2016, dirigido e roteirizado por Ching Lee e Zahy Tata Pur’gte (pseudônimos de André Lobato e Elida Braz), que traz depoimentos de gente que acompanhou as frenéticas aventuras do músico Serguei, um dos maiores símbolos do rock brasileiro.

## Receptividade
| Críticas profissionais | Críticas profissionais |
| Avaliações da crítica  | Avaliações da crítica  |
| Fonte                  | Avaliação              |
| ---------------------- | ---------------------- |
| Papo de Cinema         | [ 3 ]                  |
| Vortex Cultural        | [ 4 ]                  |
| G1                     | [ 5 ]                  |

O filme recebeu tanto críticas positivas quanto negativas. Matheus Bonez, do Papo de Cinema, gostou do filme, afirmando que "ainda que com alguns defeitos, o longa-metragem dá uma boa ideia de como funciona a personalidade do eterno jovem, agora com 84 anos", e por isso de uma nota de 3,5 de 5. Mauro Ferreira, do G1, deu nota 3 de 5, apesar dos "excessos no roteiro assinado por André Lobato com Elida Braz. A ênfase recorrente em falas redundantes que expõem a personalidade libertária do artista e as cenas em que uma narradora salpica dados biográficos de Serguei – caracterizada como Eva, enfermeira e hippie, entre outros arquétipos e estereótipos – poderiam ter cedido a vez para os pouco ou nada explorados encontros promovidos pela produção do filme entre o roqueiro com artistas como Angela Ro Ro e Ney Matogrosso".
Já Filipe Pereira, do Vortex Cultural, deu uma nota 2 de 5, criticando os "problemas de condução, que tornam o personagem narrado um objeto com intenções boas e com uma ambição não condizente com o modo como seu estudo é narrado".

## Sinopse
| “ | Sérgio Augusto Bustamante é um dos personagens mais irreverentes e transgressores da história do rock brasileiro. Conhecido popularmente como Serguei, o músico lutou por liberdades individuais em praças públicas durante o período da ditadura militar, transitou dos pequenos cabarés da noite carioca até o gigantesco palco do Rock in Rio, se relacionou com alguns dos maiores ícones do gênero e viveu de forma fiel aos ideais hippies e libertários por eles defendidos. Aos 83 anos, esse ícone da música nacional ganha uma homenagem, dirigida por Ching Lee e Zahy Tata Pur’gte, no mesmo moldes de sua carreira: irreverente, excêntrica e repleta de fãs e famosos que reverenciam sua trajetória. O documentário passeia pela biografia de Serguei intercalando depoimentos do protagonista, entrevistas com grandes nomes da música nacional e muitas imagens de acervo de shows e entrevistas concedidas pelo rockeiro ao longo da carreira. Serguei fala da audácia de se assumir homossexual em plena ditadura militar, os encontros lisérgicos com Janis Joplin e Jimi Hendrix, os ideais hippies de amor livre e contra a opressão do governo, a relação de carinho e admiração pelos pais e a entrada na terceira idade. Comentários de artistas como Alcione, Ney Matogrosso, Tico Santa Cruz, Frejat, Angela Ro Ro e Erasmo Carlos reforçam a relevância de seu comportamento libertário e alguns curiosos episódios vividos ao lado do homenageado. Ao fim, uma verdadeira ode a uma personalidade revolucionária e anárquica, completamente alheia aos padrões sociais. | ” |

## Elenco
- Serguei
- Erasmo Carlos
- Angela Ro Ro
- Frejat
- Angela Maria
- Nelson Motta
- Tico Santa Cruz
- Alcione
- Evandro Mesquita
- Ney Matogrosso
- Zahy Tata Pur’gte
- Janis Joplin

## Prêmios e Indicações
| Ano  | Prêmio                                                                       | Categoria      | Resultado | Ref.  |
| ---- | ---------------------------------------------------------------------------- | -------------- | --------- | ----- |
| 2017 | 9° edição do In-Edit Brasil – Festival Internacional do Documentário Musical | Menção Honrosa | Venceu    | [ 6 ] |
| 2017 | 25ª edição do Festival Mix Brasil da Cultura da Diversidade                  | Menção Honrosa | Venceu    | [ 7 ] |